# Открытый чемпионат Уханя по теннису 2018
Открытый чемпионат Уханя 2018 — 5-й розыгрыш ежегодного профессионального теннисного турнира среди женщин, проводящегося в китайском городе Ухань и являющегося частью тура WTA в рамках серии Премьер 5.
В 2018 году турнир прошёл с 23 по 29 сентября. Соревнование продолжало восточноазиатскую серию хардовых турниров, расположенную в календаре между Открытым чемпионатом США и Финалом тура WTA.

## Общая информация
Одиночный турнир собрал девять представительниц топ-10 мирового рейтинга (в последний момент снялась с турнира седьмой номер посева Наоми Осака). Возглавила это список первая ракетка мира на тот момент Симона Халеп. Румынская теннисистка проиграла в первом же для себя матче на стадии второго раунда Доминике Цибулковой. Прошлогодняя победительница Каролин Гарсия (№ 4 в мире на тот момент) защищала свой титул под четвёртым номером посева, однако тоже проиграла стартовый матч во втором раунде чешской теннисистке Катерине Синяковой. В целом из 15-ти сеянных теннисисток до 1/4 финала доиграла только одна — № 16 посева и прошлогодняя финалистка Эшли Барти из Австралии (в итоге вышла в полуфинал). Титул смогла выиграть Арина Соболенко из Беларуси, переигравшая в финале Анетт Контавейт из Эстонии. В основной сетке турнира приняли участие две представительницы России: Дарья Касаткина (третий раунд) и Анастасия Павлюченкова (четвертьфинал).
Парный приз достался шестым номерам посева Элизе Мертенс и Деми Схюрс, которые в финале обыграли вторых номеров посева Андрею Сестини Главачкову и Барбору Стрыцову. Прошлогодние чемпионки Мартина Хингис и Латиша Чан не защищали свой титул.

## Соревнования

### Одиночный разряд
Арина Соболенко обыграла  Анетт Контавейт со счётом 6-3, 6-3.
- Соболенко выиграла 2-й одиночный титул в сезоне и за карьеру в основном туре ассоциации.
- Контавейт сыграла 1-й одиночный финал в сезоне и 4-й за карьеру в основном туре ассоциации.

### Парный разряд
Элизе Мертенс /  Деми Схюрс обыграли  Андрею Сестини Главачкову /  Барбору Стрыцову со счётом 6-3, 6-3.
- Мертенс выиграла 4-й парный титул в сезоне и 6-й за карьеру в основном туре ассоциации.
- Схюрс выиграла 7-й парный титул в сезоне и 10-й за карьеру в основном туре ассоциации.